# 小弗罗昂
小弗罗昂（法語：Frohen-le-Petit，法語發音：[fʁɔɑ̃ lə pəti]）是法国索姆省的一个旧市镇，属于亚眠区。2007年，小弗罗昂与市镇大弗罗昂合并为市镇欧蒂河畔弗罗昂。

## 地理
小弗罗昂（50°11'46"N, 2°12'1"E）面积1.71 平方千米，位于法国上法蘭西大區索姆省，该省份为法国北部沿海省份，北起加来海峡省和北部省，西接滨海塞纳省和大西洋英吉利海峡，南至瓦兹省，东临埃纳省。
小弗罗昂的时区为UTC+01:00、UTC+02:00（夏令时）。

## 行政
小弗罗昂的邮政编码为80370，INSEE市镇编码为80370。

## 人口
小弗罗昂于2006年时的人口数量为25人。